# Soho

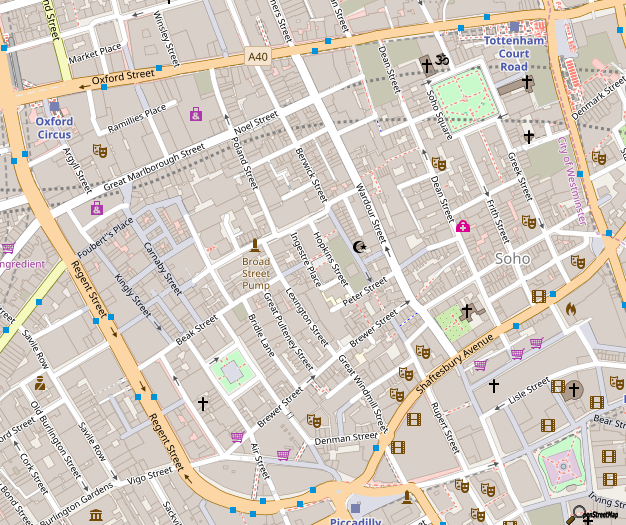
A Soho térképe

A Soho [ˈsəʊhəʊ] városnegyed London West End városrészében, Westminster városában nagyjából azon a területen helyezkedik el, amelyet északról az Oxford Street, nyugatról a Regent Street, délről a Piccadilly Circus és a Leicester Square, keletről pedig a Charing Cross Road határol. A Soho déli része a londoni kínai negyed. Tőle nyugatra Mayfair található.
A Soho egy 1636 óta helynévnek számító vadászterületről kapta a nevét.
A Soho sokszínű kulturális keveréknek ad otthont, beleértve a melegbárokat és erotikus üzleteket, pubokat és utcai üzleteléseket. London leszbikus és meleg negyedének tartják, különösen az Old Compton Street környékén.
A Soho számos dalszövegben szerepel különböző zenekaroktól (The Pogues, The Kinks, The Who, The Tiger Lillies, The 1975, Thin Lizzy, Dave Dee, Dozy, Beaky, Mick & Tich, The Libertines, Bloc Party stb.) említett. A Tiger Lillies 2017-es Cold Night in Soho című albuma énekesük és zenekarvezetőjük, Martin Jacques gyermekkorát és fiatalságát írja le a Sohóban. A Soho Bertolt Brecht Koldusperájának helyszíne és Mr. Hyde otthona is Robert Louis Stevenson Dr. Jekyll és Mr. Hyde különös esete című regényében. Ráadásul az egykori brit játékfejlesztő Team Soho – aki például a PlayStation 2 harmadik személyű lövöldözős játékát, a The Getawayt rendezte – a Sohóban volt a főhadiszállása.

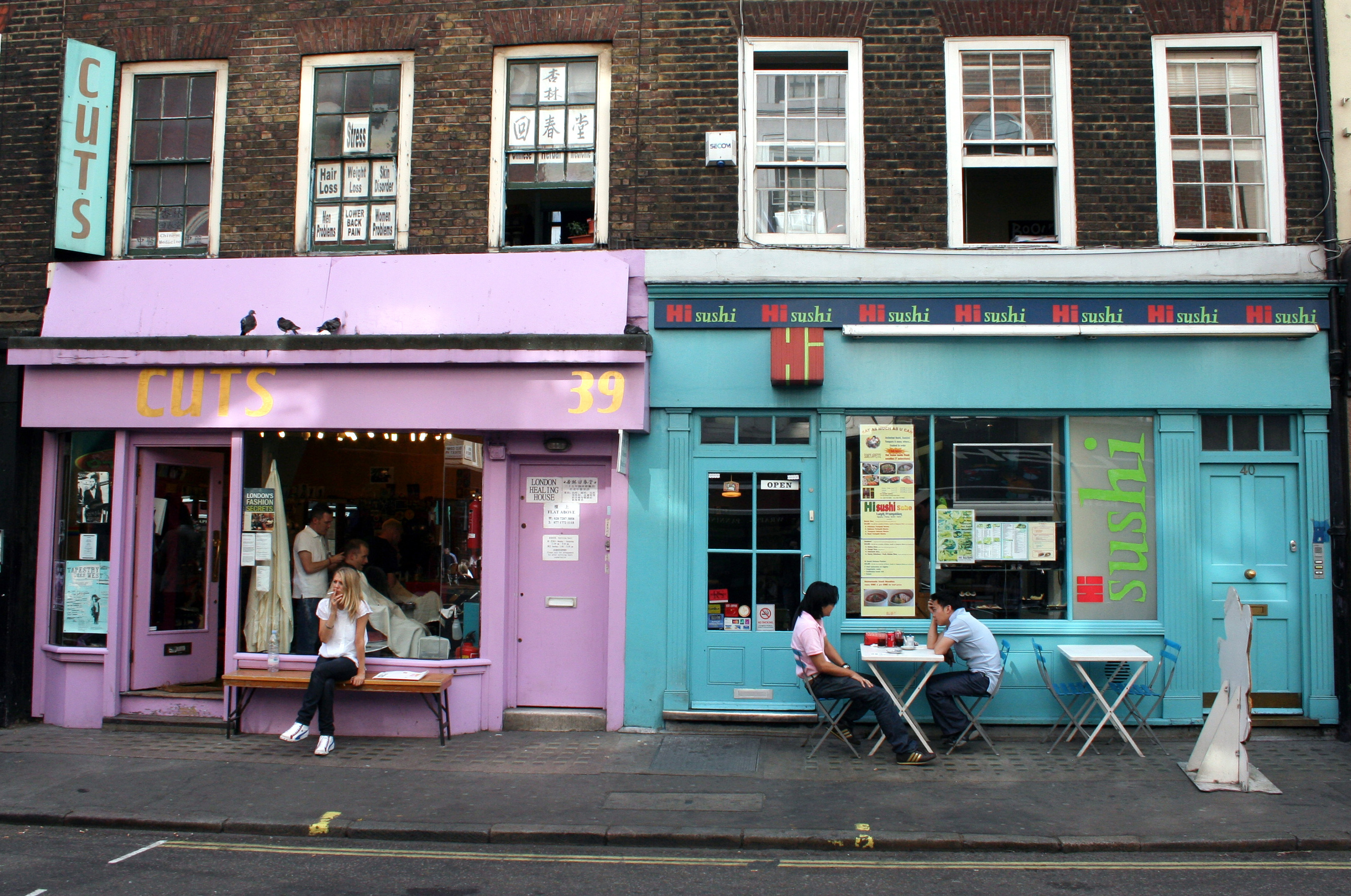
Színesre festett üzletek a Sohóban
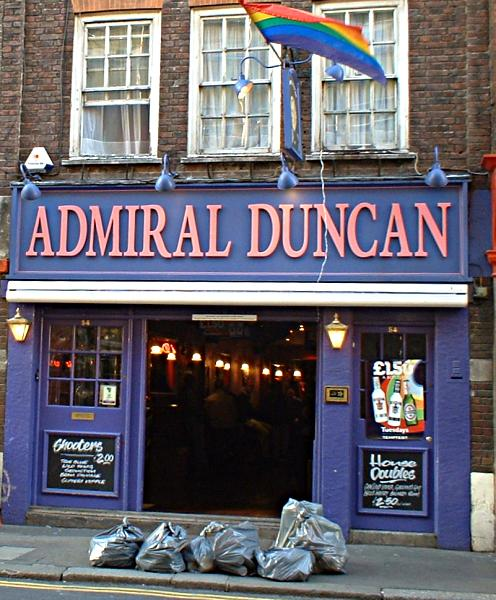
A Pub Admiral Duncan kocsma
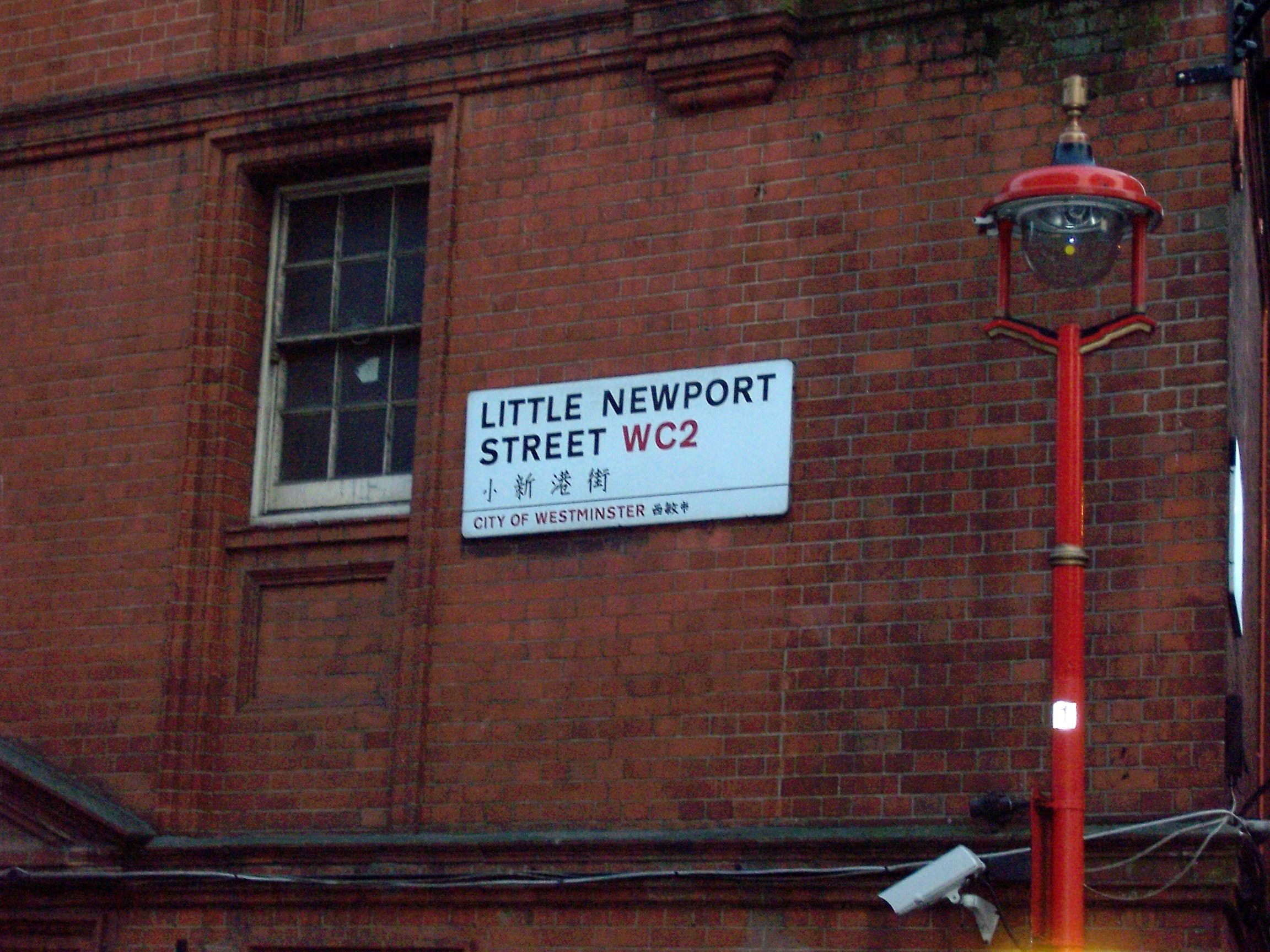
Kétnyelvű utcanévtábla a Sohóban

1999. április 30-án David Copeland angol neonáci terrortámadást hajtott végre a sohói The Admiral Duncan melegbár ellen. Egy várandós nő és két férfi meghalt a kocsmában, 79 másik személy pedig megsebesült vagy megnyomorodott a csőbombától. 

## Fordítás
- Ez a szócikk részben vagy egészben  a   Soho (London) című német Wikipédia-szócikk ezen változatának fordításán alapul.  Az eredeti cikk szerkesztőit annak laptörténete sorolja fel. Ez a jelzés csupán a megfogalmazás eredetét és a szerzői jogokat jelzi, nem szolgál a cikkben szereplő információk forrásmegjelöléseként.